# Ханьцзян (Янчжоу)
Ханьцзя́н (кит. упр. 邗江, пиньинь Hánjiāng) — район городского подчинения городского округа Янчжоу провинции Цзянсу (КНР). Название означает «ханьская река»; район назван в честь канала, существовавшего на территории древнего царства Хань.

## История
В эпоху Вёсен и Осеней на этих землях находилось царство Хань (邗国), впоследствии завоёванное царством У. В 486 году ван царства У приказал соорудить в районе бывшей столицы Хань канал — один из первых каналов в истории Китая.
Во времена империи Суй уезд Гуанлин был в 598 году переименован в Ханьцзян (邗江县). В 605 году уезд Ханьцзян был переименован в Цзянъян (江阳县). После того, как в 620 году империю Суй сменила империя Тан, уезд Цзянъян был присоединён к уезду Цзянду. В 644 году из уезда Цзянду был вновь выделен уезд Цзянъян, а в 937 году он был вновь переименован в уезд Гуанлин.
После Синьхайской революции эти земли вошли в состав уезда Цзянду (江都县).
Во время гражданской войны эти земли были заняты войсками коммунистов 25 января 1949 года. 27 января 1949 года был образован город Янчжоу. В том же 1949 году был создан Специальный район Янчжоу (扬州专区), в состав которого вошли 1 город и 7 уездов. В 1950 году Специальный район Янчжоу был присоединён к Специальному району Тайчжоу (泰州专区).
В 1953 году была создана провинция Цзянсу, и Специальный район Тайчжоу был переименован в Специальный район Янчжоу. В 1954 году город Янчжоу был выведен из-под юрисдикции властей Специального района, став городом провинциального подчинения. В 1956 году южная и западная части уезда Цзянду были выделены в отдельный уезд Ханьцзян.
В 1958 году город Янчжоу вновь перешёл под юрисдикцию властей Специального района, где к нему был присоединён уезд Ханьцзян. В 1962 году уезд Ханьцзян был вновь выделен из города Янчжоу.
В 1970 году Специальный район Янчжоу был переименован в Округ Янчжоу (扬州地区).
В 1983 году были расформированы Округ Янчжоу и город Янчжоу, и образован Городской округ Янчжоу; на землях бывшего города Янчжоу были созданы район Гуанлин и Пригородный район.
В 2000 году уезд Ханьцзян был преобразован в район городского подчинения.
В 2002 году Пригородный район был переименован в район Вэйян (维扬区).
В 2011 году район Вэйян был присоединён к району Ханьцзян, однако при этом 5 посёлков из состава района Ханьцзян были переданы в состав района Гуанлин.

## Административное деление
Район делится на 11 уличных комитетов, 10 посёлков и 3 волости.